# Novo Selište
Novo Selište es una localidad de Croacia en el ejido de la ciudad de Petrinja, condado de Sisak-Moslavina.

## Geografía
Se encuentra a una altitud de 107 m s. n. m. a 56,5 km de la capital nacional, Zagreb.

## Demografía
En el censo 2011, el total de población de la localidad fue de 301 habitantes.
| Gráfica de población de Novo Selište 1857-2011                      |
|                                                                     |
| Según los censos de población de la oficina estadística de Croacia. |